# Phreatia gladiata
Phreatia gladiata là một loài thực vật có hoa trong họ Lan. Loài này được (A.Rich.) Kraenzl. miêu tả khoa học đầu tiên năm 1911.